# Portret Josefy Manueli Téllez-Girón, markizy de Marguini

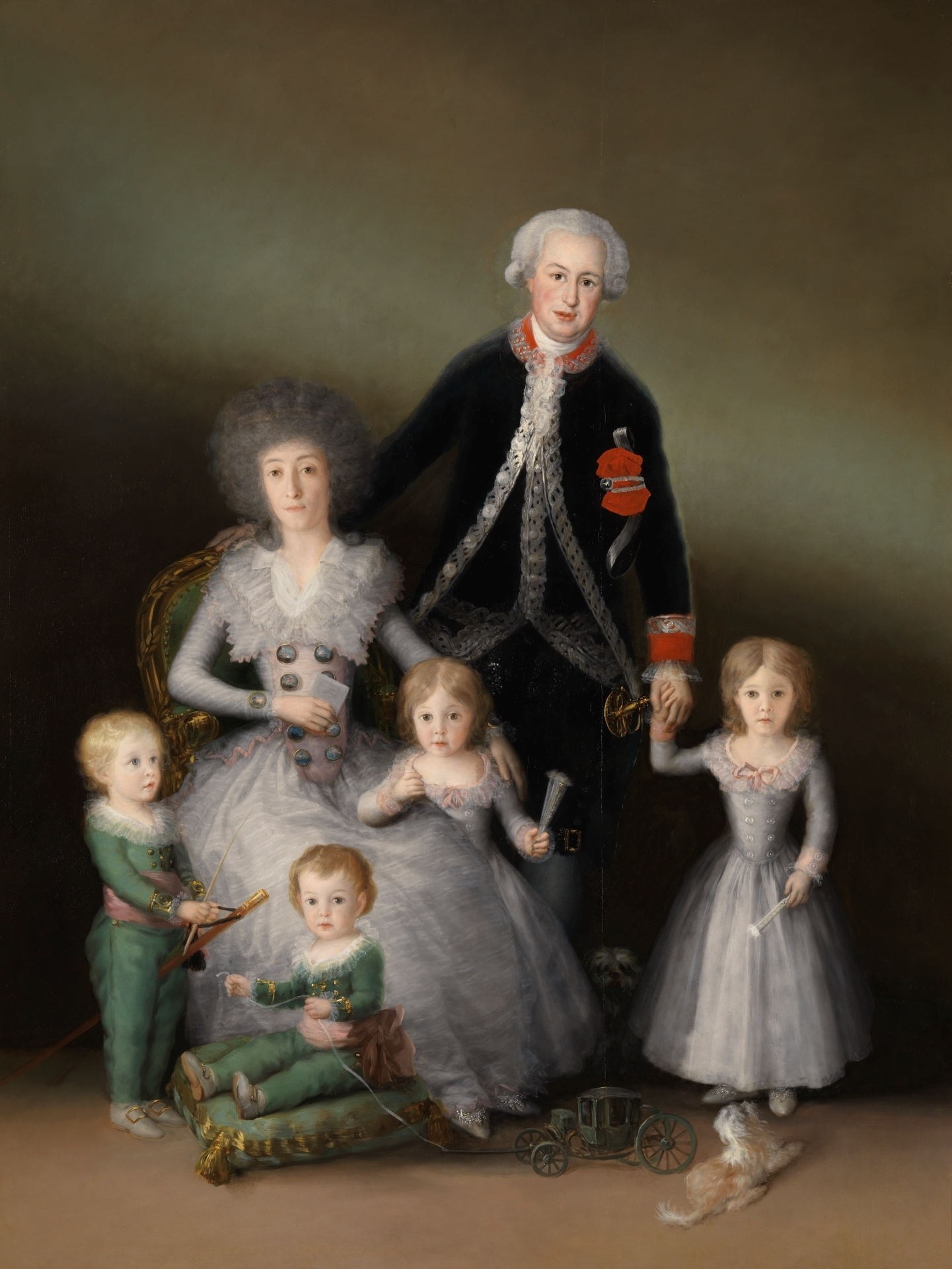
Książę i księżna Osuny z dziećmi, Francisco Goya, 1788. Josefa Manuela trzyma za rękę ojca.

Portret Josefy Manueli Téllez-Girón, markizy de Marguini (hiszp. Josefa Manuela Téllez-Girón y Alfonso Pimentel, Marquesa de Marguini lub Josefa Manuela Téllez-Girón, futura marquesa de Camarasa) – obraz olejny z ok. 1800 roku namalowany przez Agustína Esteve. Portret przedstawia nastoletnią hiszpańską arystokratkę Josefę Manuelę Téllez-Girón y Alfonso Pimentel i znajduje się w prywatnej kolekcji książąt de Medinaceli w Sewilli.

## Josefa Manuela Téllez-Girón y Pimentel
Josefa Manuela Téllez-Girón y Alfonso-Pimentel, markiza de Marguini (1783–1817) była hiszpańską arystokratką, najstarszą córką IX książąt Osuny. W 1800 poślubiła Joaquína Maríę Gayoso de los Cobos Sarmiento de Mendoza, XI markiza de Camarasa i hrabiego de Ribadavia, z którym miała pięć córek. Podobnie jak jej matka, nie była uważana za urodziwą. Miała dużą głowę nieproporcjonalną do rachitycznej sylwetki, w twarzy wyróżniała się długa broda.

## Okoliczności powstania
W ostatniej ćwierci XVIII wieku Esteve był jednym z najbardziej wziętych malarzy portrecistów wśród dworskiej arystokracji, popularnością ustępował jedynie Goi. Wśród jego mecenasów szczególną rolę odegrali należący do czołowych przedstawicieli hiszpańskiego oświecenia książę i księżna Osuny – Pedro i María Josefa Pimentel y Téllez-Girón, rodzice sportretowanej Josefy Manueli. Jej podobizna należy do grupy czterech portretów dzieci książąt, których namalowanie zlecili Esteve. Portret Josefy Manueli jest pendantem portretu jej młodszej siostry Joaquiny.
Zachowało się kilka jej podobizn. Na rodzinnym portrecie Książę i księżna Osuny z dziećmi Goi, pięcioletnia Josefa Manuela trzyma ojca za rękę. Agustín Esteve namalował także miniaturę, na której markiza gra na fortepianie.

## Opis obrazu
Josefa Manuela została przedstawiona en pied, przy stole do gry w tryktraka. Ma na sobie długą, białą suknię, spod której wystaje szpiczasty bucik. Za tło pomieszczenia służy wielka zasłona w odcieniach szarości. Data powstania obrazu nie jest znana, możliwe, że jest to rok 1800, w którym markiza wyszła za mąż. Prado podaje rok 1798, ten sam, w którym Esteve namalował jej siostrę Joaquinę.

## Proweniencja
Obraz należał do książąt Osuny, a następnie do samej portretowanej. Mąż Josefy Manueli markiz de Camarasa pochodził z rodu Medinaceli; obraz trafił do kolekcji tej rodziny, gdzie obecnie się znajduje. 